# Autoportret (Vincent Van Gogh, 1889)
Autoportretul este o pictură în ulei pe pânză de 65 cm x 54 cm realizată în 1889 de pictorul Vincent Van Gogh.

## Descriere
Pictura este expusă în Muzeul Orsay din Paris.

## Articole conexe
- Art movement
- Impresionism
- Paul Gauguin